# SN 1992bg
SN 1992bg – supernowa typu Ia odkryta 19 października 1992 roku w galaktyce A074156-6231. Jej maksymalna jasność wynosiła 17,39m.